# Ілько Борщак
Ілля Костянтинович Борщак (справжнє — Ілля Лейб-Гершович Баршак, з 1920 р. підписувався як Ілько Борщак; 19 (31) липня 1894, Бєльці  — 11 жовтня 1959, Париж, Франція) — український політичний діяч, історичний публіцист і журналіст єврейського походження.

## Біографія
Народився в єврейському містечку Бєльці (Бессарабської губернії Російська імперія, нині Республіка Молдова) в родині вчителя початкових класів Лейб-Герша (Лева) Міхелева (Михайловича) Баршака та Паї-Двайри (Дори) Лейбівни (Львівни) Троцької. Згідно із записом, який виявив Вадим Ададуров, Іллю обрізали на 8 день після народження. У віці чотирьох років батьки перевезли його до Херсонської губернії в єврейську колонію Нагартав, де Лейб Баршак отримав посаду вчителя початкової школи, у якій пропрацював до початку 1920-х років.
7 червня 1913 року із золотою медаллю закінчив Першу Херсонську чоловічу гімназію. За два місяці до цього, 7 квітня, охрещений у Херсонському Успенському соборі й на честь свого хресного батька — директора Херсонської гімназії Костянтина Тюльпанова — був наречений Костянтиновичем.

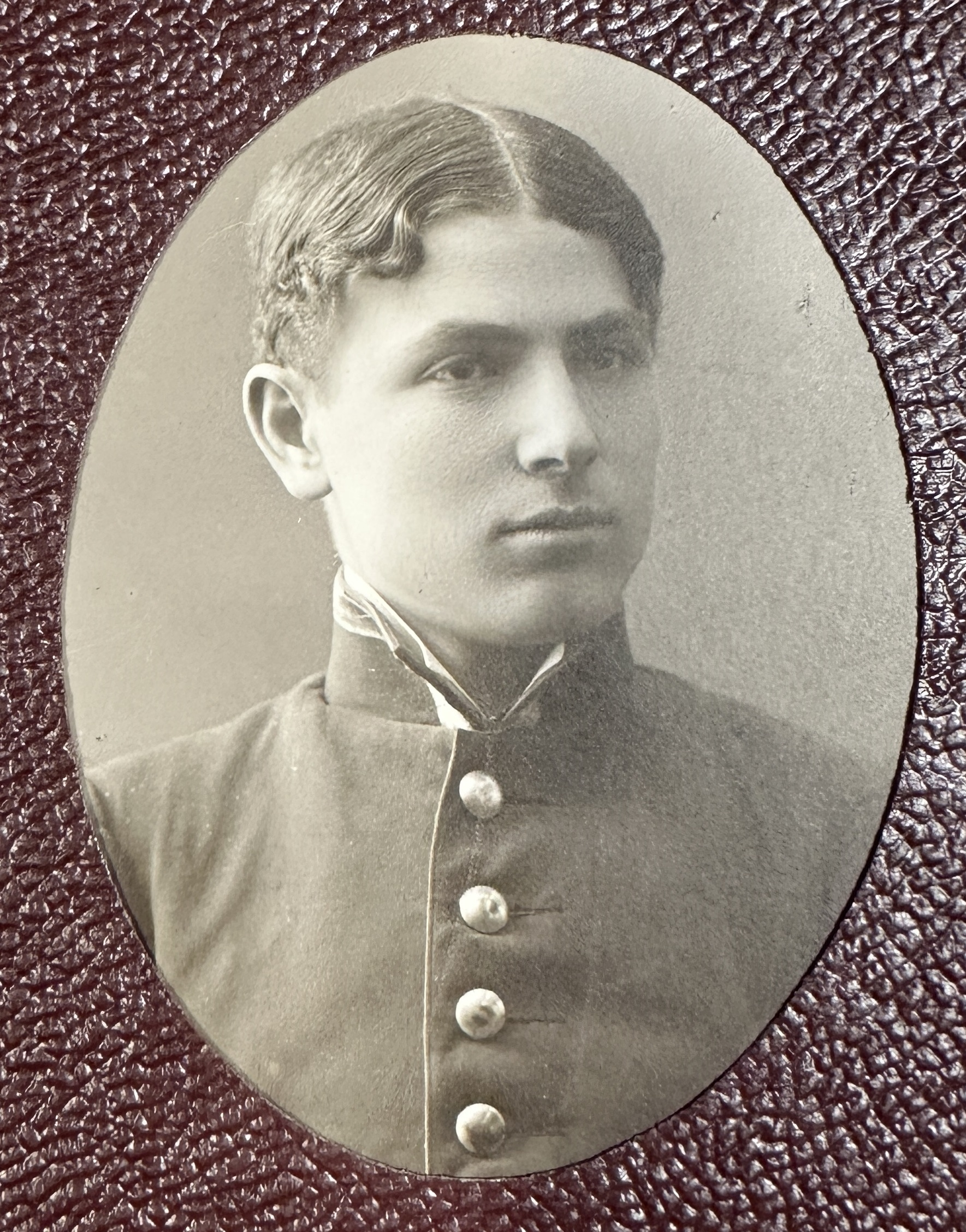
Ілько Борщак в студентські роки

Після вступу 1 вересня 1913 року до Імператорського Санкт-Петербурзького політехнічного інституту (кораблебудівне відділення) 8 жовтня того року через невнесення оплати його відрахували з цього закладу. Протягом 1914–1918 років вивчав право в імператорських Київському та Новоросійському університетах. У 1918 році атестований як юрист 2-го ступеня (відповідник теперішньої кваліфікації бакалавр). Історію вивчав як факультатив, відмінно оволодів французькою та німецькою мовами, латину вивчав лише у класичній гімназії.
В оповідях про своє життя вигадав сюжети про своє народження в православній вірі в Херсоні 1891 чи 1892 році, вступ до університету в 1909 році, підготовку до магістерського ступеня на кафедрі міжнародного права Новоросійського університету, наукове відрядження 1914 року до Європи, затримання німцями й повернення до Росії через Норвегію, перебування на фронті з вересня 1914 року до лютого 1918-го, два поранення, нагородження хрестом св. Георгія, офіцерське звання. Звільнений у червні 1917 року з університету, з 8 липня 1917 року навчався в одеському Сергіївському артилерійському училищі (11-й курс, який було розформовано більшовиками у лютому 1918 року). Не воював жодного дня на фронті.
У червні 1918 року Баршак перебрався до Києва в період існування Української держави, яку очолював гетьман Петро Скоропадський. Згодом влаштувався клерком при директорі департаменту МЗС УНР Української Народної Республіки Андрієві Яковлеві. У січні 1919 року за сприяння С. Шелухіна призначений до складу місії УНР до США. У березні 1919 року дістається Копенгагену. З травня 1919 року — дипломат без призначення. Подорожує Віднем, Римом, Бухарестом. На початку 1920 року прибуває до Парижу, пізніше виконує обов'язки помічника секретаря при українській делегації на Паризькій мирній конференції 1919–1920 років.
У Парижі залишився на решту життя й поринув в архівні та бібліотечні пошуки в різних містах Франції, Лондоні, Відні, Лейдені, Упсалі, Стокгольмі та інших містах Європи. Цікавився історією, культурою, дипломатією України, суспільно-політичними рухами різних періодів у контексті зв'язків з Європою. У листі до М. Шумицького від 15 вересня 1923 року Симон Петлюра зазначив, що Борщак є приятелем дипломата і правника Теодота Галіпа, разом з тим підкреслював, що «його історичні праці, оперті на українські дані французьких архівів, показують, що він часу не марнує і цій галузі робить корисне діло».
Зі зростанням популярності своїх історичних розвідок, Борщак почав надавати їм дедалі публіцистичнішої та белетристичної форми, відступаючи від наукових принципів роботи над документами — змінював окремі слова, речення, цифри й дати. Деякі з посилань в його публікаціях не відповідали дійсності, а деякі з оприлюднених ним документів взагалі були «зконструйовані».
За припущенням деяких дослідників, Борщак з власної ініціативи зав'язав співробітництво з представниками уряду УСРР і радянських спецслужб. Створив «дійовий комітет», від імені якого вів перемовини з Християном Раковським. У 1923–1932 роках — співзасновник радянофільського Союзу українських громадян у Франції (СУГУФ), його генеральний секретар, керівник гуртка українознавства та видавець тижневика СУГУФ — «Українські вісті» (1926—1929); член Ліги української культури (1923), організатор Товариства друзів українського кіно (1926–1927). На думку Віктора Савченка, Ілько Борщак був насамперед антагоністом Симона Петлюри, проти якого активно виступав на сторінках «Українських вістей», а сам тижневик видавали за гроші СРСР. Схожу думку висловлює у своїй праці «Переставляючи слова у століттях» історик Вадим Ададуров.
Ілько Борщак у цей період друкував свої праці також і в журналах радянської України, зустрічався в Парижі з її культурними діячами (М. Бойчуком, В. Седляром, А. Тараном, М. Хвильовим та іншими). Консультував прозаїка і перекладача з французької Валер'яна Підмогильного, який 1930 року листовно звернувся до Борщака з питаннями, які виникали у нього в ході перекладів прози Анатоля Франса.
Водночас пробільшовицька діяльність Борщака викликала занепокоєння французької поліції і його кілька разів висилали з країни, тоді як захист та підтримка з боку впливового історика Рене Мартеля дозволяла щораз повертатися до столиці Франції. Після повернення Борщака до Парижу куратори з Москви позбавили його контролю над «Українськими вістями», керівником яких став Олександр Севрюк. Після цього Борщак згорнув публічну активність як радянофіл, знову зосередившись на історичній публіцистиці.
З 1931 року Борщак активно поширював чутки про наміри започаткувати викладання української мови та українознавства в Сорбонні, однак лише 1938 року його задум реалізували в Національній школі живих східних мов у Парижі (1938–1957), де він отримав постійну роботу як засновник кафедри українознавства. Видав у Франції перший підручник української мови (1946).
Під час Другої світової війни в роки гітлерівської окупації Франції Борщака ув'язнили за участь у русі опору (1940–1943). У зловісній в'язниці «Santé» він провів вісім місяців до звільнення у квітні 1941 року — німці планували зробити його ректором Київського університету, який так і не відкрили під час окупації Києва. Постійно перебував під пильним наглядом гестапо, переховувався. Після арешту в лютому 1943 року (як співробітника преси руху опору, організатора української антинімецької організації) та наступного звільнення перейшов на нелегальне становище. Після закінчення війни зробив спробу повернутися в Україну, отримав радянське громадянство й паспорт. Утім, тривожні вісті з України про продовження терору врятували його від цього кроку й Борщак відмовився від громадянства і повернення на батьківщину.
Від 1949 року — директор Архіву української еміграції у Франції, видавець наукового журналу «Україна» (1943–1953). Завдяки зусиллям І. Л. Борщака в Парижі в 1947 році було опубліковано «Кобзар» Тараса Шевченка. Передмову й примітки до нього написав сам Борщак. Загалом перу дослідника належить понад 400 праць, серед найбільш відомих — книги про Мазепу, Орлика, «Наполеон і Україна» тощо.
Навесні 1958 року Борщака розбив параліч та відняло мову. 11 жовтня 1959 року Ілько Борщак помер. Незадовго до смерті він передав свій особистий і науковий архів до Архіву української еміграції, який зберігають при Інституті східних мов і цивілізацій у Сорбонському університеті. Дещо повернули до наукових установ в Україні.

## Твори
Спадщина Борщака налічує близько 400 наукових та публіцистичних праць, написаних українською і французькою мовами, серед яких виділяються фундаментальні дослідження таких тем: козаччина XVII століття, Мазепа і мазепинці, епоха Наполеона, суспільно-політичний рух у Східній Україні, історія української дипломатії, культури. І все це в специфічному французько-українському контексті. Серед них:
- Франція й Україна. Козаки Б. Хмельницького під Дюнкирхеном // Українська трибуна. — № 5. — Варшава, 1922.
- Ідея Соборної України в Європі в минулому. По невиданих документах і стародавніх працях. — Париж, 1923.
- Україна і французька дипломатія XVIII ст. // Нова Україна. — № 3. — Прага, 1923.
- Верженн і Україна // Нова Україна. — № 12. — Прага, 1923.
- Пилип Орлик. Вивід прав України. З рукопису родинного архіву Дентевілів у Франції // Стара Україна. — Львів, 1924. — № 9–10.
- Гетьман Пилип Орлик і Франція. — Львів, 1924.
- Вольтер і Україна. За невиданими документами // Україна. — Київ, 1926. — Кн. 1.
- Le Paix ukrainienne de Brest-Litovsk (Український мир у Брест-Литовському) // Le Monde Slave. — Paris, 1929. № 4-8.
- La vie de Mazeppa. — Paris, 1931.
- Великий мазепинець Григор Орлик, генерал-поручник Людовика XV.  — Львів, 1932, — Київ, 1996.
- Мазепа — людина і історичний діяч// ЗНТШ.  — Львів, 1932.  — Т. 152, вип. 1.
- Іван Мазепа. Життя і пориви великого гетьмана". — Львів, 1933.
- L'Ukraine dans la littérature de l'Europe occidentale// Le Monde Slave. — Paris, 1933.  — Т. 3–4.  — 1934.  — Т. 1–2.  — 1935.  — Т. 1.
- Наполеон і Україна. — Львів, 1937.
- Карпатська Україна у міжнародній грі. — Львів, 1938.
- Войнаровський;— сестрінок гетьмана Івана Мазепи, друг Аврори Кеніґсмарк і сибірський в'язень. — Львів, 1939.
- Hryhor Orlyk, France's Cossack General. — Toronto, 1956.
- Слідами гетьмана К. Розумовського у Франції.  — Париж, 1957.
- І.Мазепа. Життя й пориви великого гетьмана.  — Київ, 1991.
- Мазепа. Орлик. Войнаровський: Історичне есе.  — Київ, 1991.

Ілько Борщак також досліджував творчість французького поета українського походження Віктора Гриценка.

## Вшанування пам'яті
- У Херсоні ім'ям Ілька Борщака названо вулицю у центральній частині міста.
- Вулиця Ілька Борщака існує також у Миколаєві.
- Див. також: Вулиця Ілька Борщака